# علاج سرطان الرئة
يشير علاج سرطان الرئة إلى استخدام العلاجات الطبية مثل الجراحة والإشعاع والعلاج الكيميائي والعلاج المناعي والاستئصال عن طريق الجلد والرعاية التلطيفية بمفردها أو بالمشاركة مع علاج آخر في محاولة لعلاج أو تقليل الأثر الضار للأورام الخبيثة في أنسجة الرئة.
سرطان الرئة هو مجموعة غير متجانسة من الأورام الخبيثة. تضم هذه المجموعة أكثر من 50 نمط نسيجي مختلف معترف به لغاية الآن -في ظل نظام التصنيف الأكثر استخدامًا. تملك هذه الأنماط النسيجية خصائص جينية وبيولوجية وسريرية مختلفة، بما في ذلك الاستجابة للعلاج. ولهذا، يعتبر التصنيف الصحيح لسرطان الرئة أمر ضروري للغاية لضمان تلقي المريض أفضل تدبير لمرضه.
يكون نحو 95 ٪ من أورام الرئة عبارة عن كارسينوما (سرطانة) أو أورام مشتقة من خلايا متحوِّرة من أصل ظهاري. في الوقت الحالي، يوجد أربعة عشر نمط نسيجي مختلف من الكارسينوما الرئوية. ومع ذلك، يميل معظم أطباء الأورام لأغراض سريرية وعلاجية إلى تصنيف سرطان الرئة ضمن مجموعتين رئيسيتين، وهما: سرطانة الرئة صغيرة الخلايا وسرطانة الرئة غير صغيرة الخلايا. تختلف هاتان المجموعتان من حيث الاستجابة للعلاج: تكون سرطانة الرئة غير صغيرة الخلايا أقل حساسية للعلاج الكيميائي و/ أو الشعاعي، لذا فإن الجراحة هي العلاج المفضل في هذه الأورام؛ على النقيض من ذلك، تستجيب سرطانة الرئة صغيرة الخلايا عادةً بشكل جيد للعلاج الكيميائي و/ أو الشعاعي في البداية، ولكنها ستكون قد أعطت نقائل عند اكتشافها ما يجعل الجراحة غير فعّالة.
في دراسة أجريت عام 2010 على المرضى الذين يعانون من سرطانة الرئة غير صغيرة الخلايا النقيلية: «أدت الرعاية التلطيفية المبكرة إلى تحسن كبير في جودة الحياة والمزاج. وبالمقارنة مع المرضى الذين يتلقون الرعاية العادية، حظي المرضى الذين تلقوا الرعاية التلطيفية الباكرة برعاية أقل عدوانية في نهاية حياتهم ومعدل بقاء لفترة أطول بنحو ثلاثة أشهر».
يملك العلاج ثلاثة أهداف قد تختلف بحسب التشخيص أو المريض، وهي: (1) علاج سرطان الرئة، (2) السيطرة على سرطان الرئة، و (3) تحقيق الإحساس بالراحة.

## الجراحة
في معظم الحالات، يكون الهدف من جراحة سرطان الرئة هو إزالة الورم بأكمله، بما في ذلك كمية صغيرة من الأنسجة الطبيعية (حوالي 2 سم أو 0.8 بوصة) الموجودة حول السرطان. الاسم العام للجراحة هو بضع الصدر، ويمكن إجراء أنواع محددة من التدخلات الجراحية كجزء من العملية، مثل: الاستئصال الإسفيني أو الاستئصال القطعي أو استئصال الأكمام أو الاستئصال الفصي أو استئصال الرئة حسب خصائص الورم والمريض.
لا تستخدم الجراحة عادةً في المرحلة 3 ب أو المرحلة 4 من سرطانة الرئة غير صغيرة الخلايا.

## العلاج الكيميائي
في المرضى الذين يعانون من سرطان الرئة في المرحلة 3 غير القابل للإزالة، يُحسِّن العلاج الشعاعي والكيميائي المشترك من البقاء على قيد الحياة بشكل كبير.
حسَّنت حقول معالجة الأورام من العلاج الكيميائي.

## العلاج الموجَّه
تطوّرت في السنوات الأخيرة العديد من العلاجات الجزيئية الموجهة لعلاج سرطان الرئة المتقدم. الجيفيتنيب (باسمه التجاري آريسا، سُحِبَ من السوق الأمريكية)، هو أحد هذه الأدوية. يستهدف الجيفيتنيب موضع التيروزين كيناز لمستقبل عامل نمو البشرة الموجود في العديد من حالات سرطان الرئة غير صغير الخلايا. لم يثبت دور الجيفيتنيب في زيادة مدة البقاء على قيد الحياة. يحقق الجيفيتنيب أكبر فائدة للإناث والآسيويين وغير المدخنين والذين يعانون من الكارسينوما القصبية السنخية (المُوضَّعة).
زاد الإيرلوتينيب (الاسم التجاري: تارسيفا) الذي يعمل كما الجيفيتنيب من مدة البقاء على قيد الحياة في سرطان الرئة غير صغير الخلايا. وافقت إدارة الأغذية والدواء الأمريكية في عام 2004 على استخدامه كعلاج خط ثاني لسرطان الرئة ذي الخلايا غير الصغيرة المتقدم. على غرار الجيفيتنيب، بدا أن فائدته أكبر للإناث والآسيويين وغير المدخنين وأولئك الذين يعانون من الكارسينوما القصبية -ولا سيما أولئك الذين يملكون طفرات محددة في مستقبلات عامل نمو البشرة.
يُحسِّن مثبط تولد الأوعية البيفاسيزوماب (الأفاستين) بالاشتراك مع باكليتاكسيل وكاربوبلاتين من مدة بقاء المرضى الذين يعانون من سرطان الرئة غير صغير الخلايا المتقدم. ومع ذلك، يزيد البيفاسيزوماب من خطر نزيف الرئة خاصةً في المرضى الذين يعانون من سرطان الخلايا الحرشفية.
يُظهر الكريزوتينيب فائدة في أحد أنواع السرطانات غير صغيرة الخلايا التي تتصف بوجود طفرة اندماج EML4-ALK. حصل الكريزوتينيب على موافقة إدارة الغذاء والدواء في ما يخص هذا الاستخدام. يشاهد سرطان الرئة إيجابي EML4-ALK لدى أفراد صغار نسبيًا غير مدخنين أو مدخنين خفيفين يعانون من إصابتهم بورم غدي.
يَعِد التقدم في مجال الأدوية السامة للخلايا وعلم الصيدلة الجيني وتصميم الأدوية المُوجَّه بعلاجات ونتائج مُنتَظرة. يوجد عدد من العوامل المستهدفة في المراحل الأولى من البحث السريري، مثل: مثبطات السيكلو أوكسيجيناز-2 ومحفز موت الخلايا المبرمج الإكسوزوليند ومثبطات الجسيم البروتيني والبيكساروتين ومثبط مستقبل عامل نمو البشرة السيتوكسيماب واللقاحات. أظهر السورافينيب (عرضته الشركات في السوق باسم نيكسافار للاستخدام في سرطان الكلى والكبد) وعودًا في تجربة سريرية صُمِّم فيها العلاج بحسب صفات الورم. تشمل مجالات البحث المستقبلية تثبيط الجينات الورمية من عائلة الراس وتثبيط الفوسفو إينو سيتيد 3-كيناز وتثبيط الهيستون دي إسيتيلاز واستبدال الجينات المثبطة للورم.

## العلاج المناعي
العلاج المناعي هو علاج ينشط الجهاز المناعي لمحاربة السرطان.
في عام 2015: حصل النيفولوماب على الموافقة لعلاج سرطان الرئة الحرشفية غير صغيرة الخلايا النقيلية أثناء العلاج الكيميائي القائم على البلاتين أو بعده.
في عام 2016: وافقت إدارة الغذاء والدواء الأمريكية على الأتيزوليزوماب لعلاج الأشخاص المصابين بسرطان الرئة النقيلي غير صغير الخلايا الذين تطور مرضهم أثناء أو بعد العلاج الكيميائي المحتوي على البلاتين، والبيمبروليزوماب لعلاج الأشخاص المصابين بسرطان الرئة النقيلي غير صغير الخلايا الذي يُعبِّر عن الـ PD-L1 كما هو محدد بواسطة اختبار تعتمده إدارة الغذاء والدواء.
في عام 2017: منحت إدارة الغذاء والدواء الموافقة على البيمبروليزوماب بالاشتراك مع البيميتريكسيد والكاربوبلاتين لعلاج سرطان الرئة النقيلي غير الحرشفي وغير صغير الخلايا الذي لم يُعالَج من قبل.
في عام 2018: وافقت إدارة الغذاء والدواء الأمريكية على الدورالفالوماب كعلاج في المرحلة الثالثة من السرطانة غير صغيرة الخلايا التي لم يمكن إزالتها في الجراحة، والتي تتقدم بعد العلاج الكيميائي القائم على البلاتين والعلاج الشعاعي المتزامن.
في عام 2018: منحت إدارة الغذاء والدواء موافقة عجلة على النيفولوماب للأشخاص الذين يعانون من السرطانة صغيرة الخلايا النقيلية التي تطورت بعد العلاج الكيميائي القائم على البلاتين وخط واحد آخر على الأقل من العلاج، ووافقت أيضًا على البيمبروليزوماب بالاشتراك مع بيميتريكسيد والأدوية الورمية القائمة على مركبات البلاتين (الكاربوبلاتين أو السيسبلاتين) كخط علاجي أول للأشخاص الذين يعانون من السرطانة غير صغيرة الخلايا النقيلية التي لم تترافق مع طفرات جينية في مستقبلات عامل نمو البشرة أو كيناز سرطان الغدد الليمفاوية الكشمي.
في عام 2018: وافقت إدارة الغذاء والدواء الأمريكية على البيمبروليزوماب بالاشتراك مع الكاربوبلاتين والباكليتاكسيل أو الباكليتاكسيل المرتبط بالبروتين كخط علاجي أول لسرطانة الرئة الحرشفية النقيلية غير صغيرة الخلايا.
في عام 2018: وافقت إدارة الغذاء والدواء الأمريكية على الأتيزوليزوماب بالاشتراك مع البيفاسيزوماب والباكليتاكسيل والكاربوبلاتين كخط علاجي أول للأشخاص الذين يعانون من سرطان الرئة النقيلي غير حرشفي وغير صغير الخلايا الذي لم يترافق مع طفرات جينية في مستقبلات عامل نمو البشرة أو كيناز سرطان الغدد الليمفاوية الكشمي.
في عام 2019: وافقت إدارة الغذاء والدواء الأمريكية على الأتيزوليزوماب بالاشتراك مع كاربوبلاتين وإيتوبوسيد كخط علاجي أول للأشخاص البالغين الذين يعانون من سرطان الرئة صغير الخلايا الممتدد. 
في عام 2019: وافقت إدارة الغذاء والدواء الأمريكية على البيمبروليزوماب كخط علاجي أول للمرحلة الثالثة من سرطان الرئة غير صغير الخلايا غير المرشح للعلاج الجراحي أو العلاج الكيميائي الشعاعي النهائي أو في حالة السرطانة النقيلية. لا يجب أن تترافق السرطانة في هذه الحالة مع طفرات جينية في مستقبلات عامل نمو البشرة أو كيناز سرطان الغدد الليمفاوية الكشمي وأن تُعبِّر عن PD-L1 (درجة نسبة الورم أقل من 1%) وفق اختبار تعتمده إدارة الغذاء والدواء.
في عام 2019: منحت إدارة الغذاء والدواء موافقة على البيمبروليزوماب للأشخاص الذين يعانون من سرطان الرئة صغير الخلايا النقيلي مع تطور المرض أثناء أو بعد العلاج الكيميائي القائم على البلاتين وخط علاجي آخر على الأقل.